# Lolcat

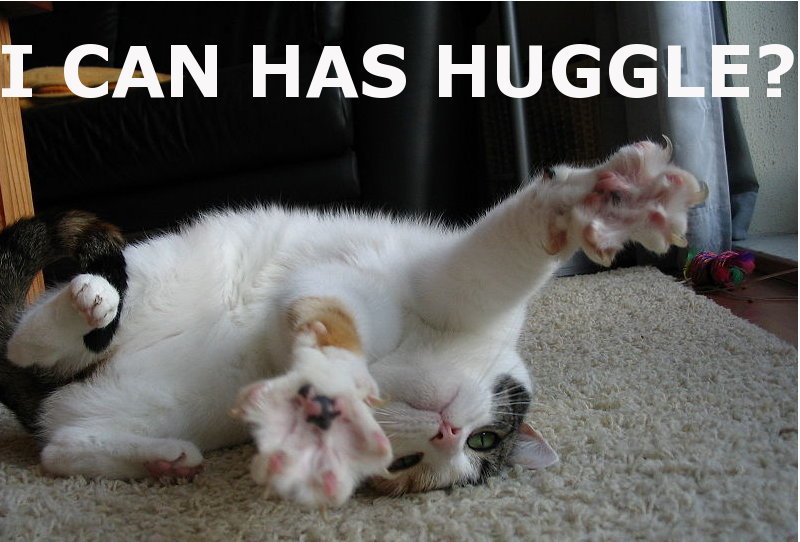
Lolcat

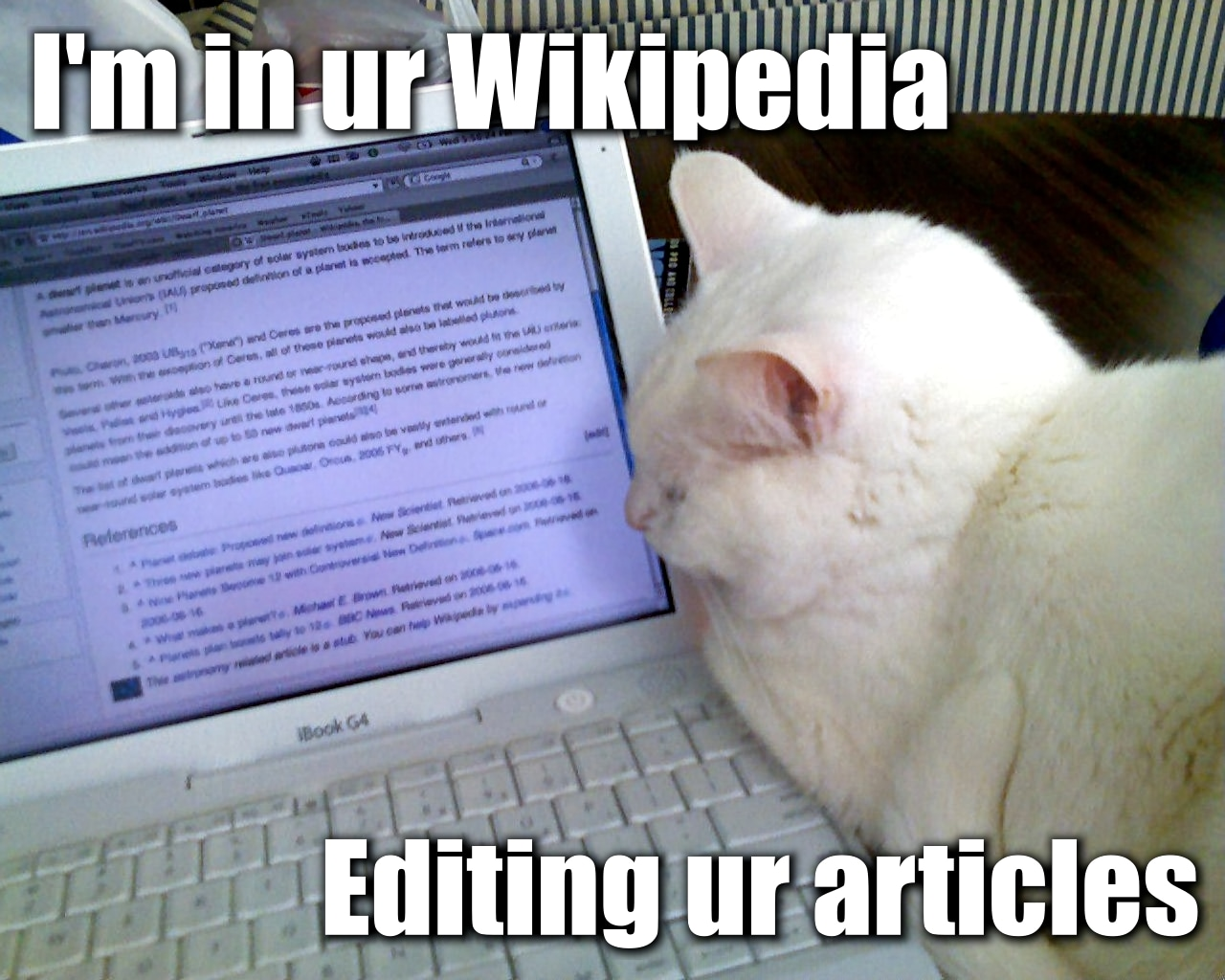
Wikipediaanpassad Lolcat.

En lolcat är ett fotografi av ett djur, oftast katt, tillsammans med en humoristisk fördummad engelsk text även kallad lolspeak. Ordet Lolcat är en sammansättning av slanguttrycket lol och "cat" (katt), löst översatt "skratt-katt".

## Format
En lolcat-bild använder sig av ett foto av en katt tillsammans med en tillhörande text, vanligtvis använder man ett Sans-serif-typsnitt som Impact eller Arial Black. Bildtexten är menad som pratbubbla som kommer från katten eller beskriver scenen. Bildtexten är medvetet skriven på ett sätt som bryter mot engelska rättstavningsregler och syntax, i ett tonfall som påminner om hur husdjursägare pratar bebisspråk till sina djur. Detta kallas lolspeak och är vagt besläktat med leetspeak eller helt enkelt det bebisspråk som vuxna talar till barn.

## Historia
Många av de första lolcats skapades på det anonyma bilddelningsforumet 4chan någon gång kring 2005. Ordet ”lolcat” återfinns så tidigt som i juni 2006, och domänen "lolcats.com" registrerades den 14 juni 2006. The News Journal skrev att ”några spårar lolcats tillbaka till sidan 4chan, som visade upp bisarra kattbilder på lördagar, eller 'Caturdays'.” (där ’caturday’ anspelar på engelskans ord för lördag, "Saturday"). Ikenburg skriver att bilderna blev populära i början av 2007 med webbplatsen I Can Has Cheezburger? som la upp en lolcat med texten ”I CAN HAS CHEEZBURGER?” (Jag kan har ostburgare?). Lev Grossman på Time skrev att det äldsta kända exemplet "antagligen skapades 2006" men rättade sig senare i en bloggpost där han summerade de anekdotiska bevis som läsarna hade skickat in till honom och tidsbestämde nu uppkomsten av "Caturday" och många av bilderna (som nu kallades "lolcats" av en del) till början av 2005. Domännamnet "caturday.com" registrerades 30 april 2005.

### Lolspeak
Uppkomsten av lolspeak är svår att härleda till ett särskilt årtal, men en teori är att det uppkom på internetforumet 4chan i mitten av 2000-talet medan andra menar att det startade redan tio år tidigare på internetforum där medlemmarna pratade så kallat ”meowspeak” för att låtsas härma sina katter. 
När webbplatsen ”I can has Cheezburger?” startade 2007 fick såväl katterna som lolspeak en stor spridning. Exempel på populariteten är att det år 2007 uppkom ett projektet att översätta Bibeln till lolspeak. Samma år skapades programmeringsspråket LOLCODE.
Efter år 2010 uppges intresset för lolspeak ha dalat.